# Шикачик кейський
Шика́чик кейський (Edolisoma dispar) — вид горобцеподібних птахів родини личинкоїдових (Campephagidae). Ендемік Індонезії.

## Поширення і екологія
Кейські шикачики поширені на островах Кей, Танімбар та на інших південно-східних Молуккських островах. Вони живуть в рівнинних і гірських тропічних лісах. Зустрічаються на висоті до 1400 м над рівнем моря.